# Conspica inconspicua
Conspica inconspicua là một loài bướm đêm thuộc họ Erebidae. Nó được tìm thấy ở Thái Lan.
Sải cánh dài khoảng 9 mm. 